# Valea Gârbea
Valea Gârbea (węg. Görbepataka) – wieś w Rumunii, w okręgu Harghita, w gminie Lunca de Sus. W 2011 roku liczyła 382 mieszkańców.